# Мітчелл-Грасс-Даунс
Мітчелл-Грасс-Даунс (ідентифікатор WWF: AA0707) — австралазійський екорегіон тропічних та субтропічних луків, саван і чагарників, розташований на півночі Австралії.

## Географія
Екорегіон Мітчелл-Грасс-Даунс простягається широкою смугою на 1500 км з північного заходу на південний схід через північну частину Австралії, від центральних районів Північної Території до центральних районів Квінсленду. Він переважно охоплює горбисті або відносно пласкі рівнини, на яких переважають безлісі луки.
Західну частину екорегіону складають горбисті рівнини плато Барклі. З геологічної точки зору тут переважають третинні коричневі та сірі глини, які перекривають давні кембрійські вапняки. Тут поширені червоні та жовті ґрунти, подекуди трапляються латерити. На схід від плато Барклі розташоване високе плато Маунт-Айза, яке складається з давніх, дуже розчленованих та мінералізованих протерозойських осадових порід. Тут переважають кам'янисті ґрунти, подекуди трапляються лужні дуплекси. На сході, у квінслендській частині екорегіону, поширені горбисті рівнини, основу яких складають третинні глини, що перекривають крейдові сланці. Поблизу Кінуни та Вінтона зустрічаються низькі меси, на вершинах яких поширені третинні дурікрусти, а на південний захід від плато Маунт-Айза — вапнякові ґрунти, утворені з кембрійських порід формації Джорджина. На крайньому сході екорегіону, у західних передгір'ях Великого Вододільного хребта, лежать Пустельні височини, де переважають третинні осадові породи та тріасові пісковики.
Пагорби Мітчелл-Грасс-Даунсу формують вододіл між басейнами Фліндерса та інших річок, що стікають на північ до затоки Карпентарія, та басейном Даямантіни, що тече на південь через область Ченнел-Кантрі і впадає у озеро Ейр. Через Пустельні нагір'я на сході проходить вододіл Великого Вододільного хребта. Річки Пустельних нагір'їв стікають на північний захід, до басейну Фліндерса, на схід, до басейнів Беляндо та Бердекіна, або на південний захід, до безстічного озера Б'юкенен. Плато Маунт-Айза належить до басейнів річок Лейхгардт і Грегорі, що течуть на північ, до затоки Карпентарія. Більша частина плато Барклі є частиною басейнів внутрішнього стоку. Значна частина води тут просочується у пористі вапняки, і лише частина води потрапляє у річку Джорджина, яка тече на південь і губиться у пісках пустелі Сімпсон. На крайньому заході екорегіону знаходиться кілька великих пересихаючих безстічних озер, зокрема Сильвестр та Таррабул.
На північний захід від Мітчелл-Грасс-Даунсу поширена тропічна савана рівнин Вікторії, на північ — тропічна савана Карпентарії, на північний схід — савана нагір'я Ейнаслі, а на схід — тропічна савана Брігалу. На південний захід від екорегіону знаходиться пустеля Танамі, а на південь — пустеля Сімпсон. На південний схід від луків Мітчелл-Грасс-Даунсу поширені мульгові чагарники Східної Австралії.

### Класифікація IBRA
Згідно з класифікацією IBRA екорегіон складається з трьох біорегіонів: Мітчелл-Грасс-Даунсу, Плато Маунт-Айза та Пустельних височин.

## Клімат
В межах екорегіону переважає напівпустельний клімат (BSh за класифікацією кліматів Кеппена). Середньорічна кількість опадів тут коливається від 350 до 750 мм, а їх розподіл здебільшого сезонний: більшість опадів випадає під час літніх мусонів, а протягом решти року триває сухий сезон. В січні максимальні температури можуть досягати 40 °C, але у липні температура може опускатися навіть до 0 °C. 

## Флора
Рослинний покрив екорегіону переважно представлений безлісими луками, на яких домінують астребли або трави Мітчелла (Astrebla spp.). Хоча ділянки луків зустрічаються і в сусідніх регіонах, зокрема на широких рівнинах уздовж південно-східного узбережжя Карпентарії або в регіоні Ченнел-Кантрі на південному сході, екорегіон Мітчелл-Грасс-Даунс є єдиною великою областю в Австралії, де домінують не лісисті савани чи напівпустелі з розрідженим рослинним покривом, а трав'янисті луки, подібні до прерій та степів на інших континентах.
Подекуди серед луків регіону зустрічаються невеликі акацієві гаї, у яких домінують акації гіджі (Acacia cambagei). Уздовж деяких річок поширені мішані галерейні ліси, основу яких складають червоні річкові евкаліпти (Eucalyptus camaldulensis), евкаліпти кулаба (Eucalyptus coolabah) та різні види чайних дерев (Melaleuca spp.), а навколо ефемерних озер плато Барклі — невисокі відкриті рідколісся, у яких домінують чагарники квінслендської лободи (Chenopodium auricomum) та евкаліпти кулаба (Eucalyptus coolabah).
На вершинах мес, розташованих у Західному Квінсленді, в околицях Кінуни та Вінтона, поширені насадження списових акацій (Acacia shirleyi) та невисокі евкаліптові рідколісся, в підліску яких поширені тріодії (Triodia spp.), а на кам'янистих конусах виносу біля підніжжя цих пагорбів — чагарники квінслендської лободи (Chenopodium auricomum). Серед латеритних уступів на південному сході екорегіону поширені акацієві рідколісся, у яких домінують акації гіджі (Acacia cambagei) та акації брігалу (Acacia harpophylla), розділені луками, на яких домінують трави Мітчелла (Astrebla spp.). У рідколіссях, поширених на плато Маунт-Айза, переважають білокорі камедеві евкаліпти (Eucalyptus leucophloia), білолисті бокс-евкаліпти (Eucalyptus leucophylla) та сріблясті бокс-евкаліпти (Eucalyptus pruinosa), а у рідколіссях, поширених на Пустельних височинах, — тополеві бокс-евкаліпти (Eucalyptus populnea), срібнолисті залізні евкаліпти (Eucalyptus melanophloia) та квінслендські жовті евкаліпти (Eucalyptus similis). В підліску цих евкаліптових рідколісь домінує колюча тріодія (Triodia pungens).
Лише у квінслендській частині екорегіону зареєстровано 1732 види місцевих рослин. Ендеміками Мітчелл-Грасс-Даунсу є десять видів рослин, зокрема білолисті евкаліпти (Eucalyptus leucophylla), залізні евкаліпти Вайта (Eucalyptus whitei) та б'юкененські лоуренсії (Lawrencia buchananensis).

## Фауна
Серед поширених в екорегіоні ссавців слід відзначити рудого кенгуру (Osphranter rufus), звичайного валлару (Osphranter robustus), пустельну мишу (Pseudomys desertor), малого рудого крилана (Pteropus scapulatus), склеповика Троутона (Taphozous troughtoni) та австралійську єхидну (Tachyglossus aculeatus), а також собаку дінго (Canis lupus dingo). У Пустельних нагір'ях на сході зустрічаються велетенські кенгуру (Macropus giganteus) та вузьконосі сумчасті миші (Planigale tenuirostris). Ендеміками екорегіону є пурпуровошиї скельні валлабі (Petrogale purpureicollis), поширені на плато Маунт-Айза, та джулія-крікські сумчасті миші (Sminthopsis douglasi), поширені серед пагорбів Мітчелл-Грасс-Даунсу, а майже ендемічними його представниками — карпентарійські сумчасті миші (Pseudantechinus mimulus), які окрім плато Маунт-Айза також зустрічаються на узбережжі Карпентарії.
Серед птахів, поширених на луках екорегіону, слід відзначити австралійського ему (Dromaius novaehollandiae), буру перепілку (Synoicus ypsilophorus), гострочубого голуба (Geophaps plumifera), австралійську дрохву (Ardeotis australis), австралійського орла (Aquila audax), австралійського шуліку (Elanus axillaris), австралійського луня (Circus assimilis), рожевого какаду (Eolophus roseicapilla), малого какаду (Cacatua sanguinea), корелу (Nymphicus hollandicus), хвилястого папужку (Melopsittacus undulatus), жовту цокалку (Epthianura crocea), золотисту цокалку (Epthianura aurifrons), чорнощокого ланграйна (Artamus cinereus), яванського фірлюка (Mirafra javanica), бурого роляка (Cincloramphus cruralis), самітничка (Poodytes carteri), австралійського щеврика (Anthus australis), червонощокого вогнегуза (Emblema pictum) та біловолу мунію (Heteromunia pectoralis). У рідколіссях на сході екорегіону поширені плямисті ойсеї (Chlamydera maculata). Ендеміками екорегіону є квінслендські трав'янчики (Amytornis ballarae), поширені на плато Маунт-Айза. Герпетофауна екорегіону також включає низку ендемічних плазунів, зокрема південну скельну дтеллу (Gehyra minuta), чорноземного гребневухого сцинка (Ctenotus schevilli), астреблового гребневухого сцинка (Ctenotus agrestis) та карликового бородатого дракона (Pogona henrylawsoni).
Загалом екорегіон характеризується унікальною та самобутньою фауною, пристосованою до сезонного клімату та мінливої річної кількості опадів. Однією з найхарактерніших рис регіону є надзвичайні спалахи чисельності двох видів тварин: білолобих фапсів (Phaps histrionica) та довгошерстних пацюків (Rattus villosissimus). Білолобі фапси (Phaps histrionica) — це великі голуби, що живляться насінням, яке шукають на землі. Раніше вони зустрічалися величезними зграями, які налічували сотні тисяч особин; після колонізації регіону у 1850-1900 роках їх популяція значно скоротилася, і до 1950-х років висловлювалися побоювання щодо вимирання виду, однак відтоді популяція фапсів дещо відновилася, і наразі вони знову зустрічаються великими зграями. Довгошерстні пацюки (Rattus villosissimus) також мають подібну рису до швидкого збільшення чисельності у відповідь на сезонні дощі. Після нерегулярних спалахів чисельності тисячі пацюків мігрують до внутрішніх районів Австралії. За ними слідують багато хижих птахів, зокрема чорнокрилі шуліки (Elanus scriptus), які в цей час також досягають надзвичайно високої щільності популяції та розширюють свій ареал за межі звичних центрів поширення.
Протягом тривалого сухого сезону глинисті ґрунти Мітчелл-Грасс-Даунсу висихають та розтріскуються. За браком надземних укриттів та дерев багато тварин використовують глибокі тріщини в ґрунті як прихисток. Одними з найчисельніших ссавців, що використовують ці підземні укриття, є довгохвості сумчасті миші (Planigale ingrami) та смугастощокі сумчасті миші (Sminthopsis macroura). Схожі на землерийок довгохвості сумчасті миші (Planigale ingrami) важать лише 6 грамів і є одними з найменших ссавців у світі, а їхня стиснута голова ідеально підходить для переміщення серед тріщин. Також у тріщинах ґрунту знаходить прихисток багато сцинків та змій, зокрема такі великі отруйні змії, як плямисті псевдокобри (Pseudonaja guttata), псевдокобри Інгрема (Pseudonaja ingrami) та аспіди Коллетта (Pseudechis colletti). З настанням щорічних дощів тріщини зникають і значна частина ландшафту заболочується, що сприяє появі великої кількості риючих жаб.
Водно-болотні угіддя екорегіону відіграють важливе екологічне значення для багатьох водоплавних і коловодних птахів, а також для інших тварин, що збираються там під час сухого сезону. Серед важливих водно-болотних угідь регіону слід відзначити прісноводне озеро Вудс, одне з найважливіших місць розмноження для прибережних птахів у внутрішніх районах Північної Австралії, озеро Таррабул, оточене найбільшими заболоченими лісами у тропічній зоні Австралії, а також озера Б'юкенен і Галілейське озеро, розташовані на сході регіону. Серед коловодних птахів, що гніздяться на водно-болотних угіддях регіону, слід відзначити австралійського журавля (Antigone rubicunda), а серед видів, що зимують на них, — кульона-крихітку (Numenius minutus) та забайкальського дерихвоста (Glareola maldivarum).
Унікальні водно-болотні угіддя виникають навколо природних артезіанських джерел, де на поверхню виходять води Великого артезіанського басейну. Такі артезіанські джерела часто підтримують ендемічні види рослин, риб і равликів. Зокрема, ендемічні червоноплавцеві синьооки (Scaturiginichthys vermeilipinnis) зустрічаються лише у двох джерелах в заповіднику Еджбастон поблизу міста Арамак в Квінсленді.

## Збереження
Основними загрозами для збереження природи регіону є надмірний випас худоби, який сприяє деградації прибережних і водно-болотних екосистем, та вирубка рідколісь, особливо на Пустельних височинах. Також загрозою є поширення інтродукованих видів рослин, таких як нільська акація (Vachellia nilotica), і тварин, таких як свійські коти (Felis catus) і дикі свині (Sus scrofa).
Оцінка 2017 року показала, що 11 486 км², або 2 % екорегіону, є заповідними територіями. Природоохоронні території включають: Національний парк Буджамулла, Національний парк Астребла-Даунс, Національний парк Кемуїл-Кейвс, Національний парк Блейденсбург, Національний парк Вайт-Маунтінс, Національний парк Мурінья та Національний парк Даямантіна.